# 川崎市立柿生小学校
川崎市立柿生小学校（かわさきしりつかきおしょうがっこう）は、神奈川県川崎市麻生区にある公立の小学校。

## 概要
1873年（明治6年）、筆学所（寺子屋）を廃して設立された学制による「学舎」を起源とする。1947年（昭和22年）4月に学校教育法施行により「川崎市立柿生小学校」に校名改称。かつては片平分校（1959年5月15日廃止）と岡上分校（1966年4月1日廃止）と黒川分校（1983年3月31日廃止）を設けていたが、現在はいずれも廃止されている。2024年に開校150周年を迎えた。

## 校歌
- 作詞：勝承夫
- 作曲：平井康三郎
- 歌詞の2番では禅寺丸についてうたわれている[5]。

## 通学区域
- 片平1丁目（4番）
- 片平2丁目（全域）
- 片平4丁目（全域）
- 大字上麻生（全域）
- 上麻生4丁目（52～57番）
- 上麻生5丁目（全域）
- 上麻生6丁目（全域）
- 上麻生7丁目（1～25，27～32，34～38，39番7号～，40～44番）

## 交通アクセス
- 小田急小田原線柿生駅北口から徒歩5分[6]